# Neobus
Le San Marino Neobus est une entreprise brésilienne qui fabrique des carrosseries d'autobus situé à Caxias do Sul, État de Rio Grande do Sul.
Elle a été fondée en 1996, à Guarulhos, dans le Grand São Paulo, Remplacement Thamco. En 1999, elle a été constituée par la société de Saint-Marin met en œuvre, qui a produit des composants pour l'industrie automobile, en changeant son nom à San Marino Neobus, et se sont installés à Caxias do Sul.